# カーボベルデの国章
カーボベルデの国章（カーボベルデのこくしょう）は1992年に制定されたカーボベルデ共和国の国章である。この紋章には円形の内側にポルトガル語で国名が記され、その内側に自由と団結のシンボルである三角形とトーチが描かれている。円の周囲の星は、カーボベルデを構成する10の島々を表している。これは国旗にも採用されている。円の上部の下げ振りは、正義の象徴である。
1975年の独立以来、貝殻の形を基部に持った国章が使われていたが、1992年に現在のものに置き換えられた。

1935年から1951年までのポルトガル領カーボベルデの紋章
1951年から1975年までのポルトガル領カーボベルデの紋章
1935年から1951年までのポルトガル領カーボベルデの小紋章
1975年の独立以降から1976年までの旧国章
1976年から1992年までの旧国章